# Ballaban
Ballaban é uma comuna (em albanês:  komuna) da Albânia localizada no distrito de Përmet, prefeitura de Gjirokastër.